# Adrian Raso

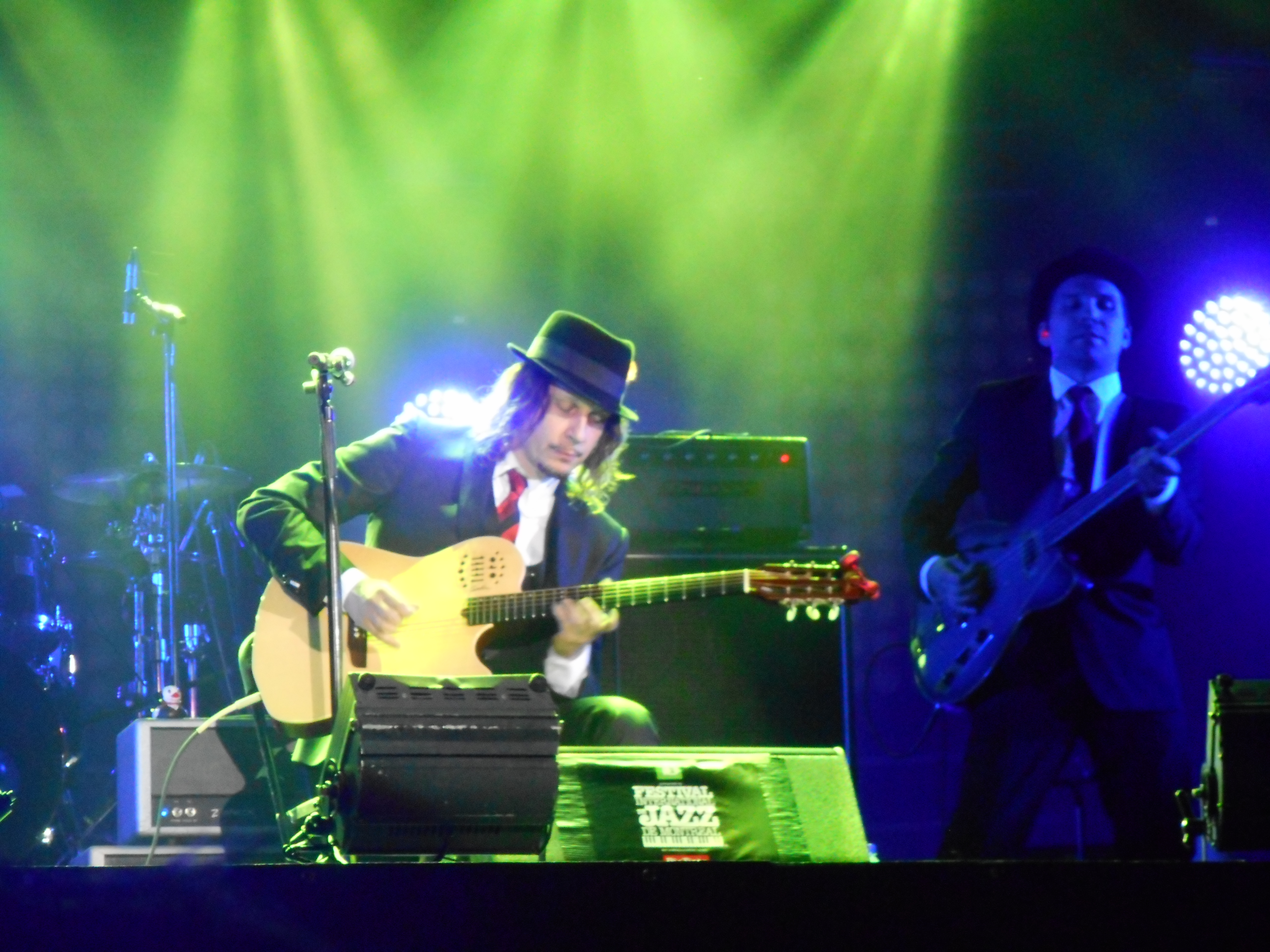
Adrian Raso mit Fanfare Ciocărlia beim Festival international de jazz de Montréal, 2016

Adrian Raso (* 1972 in Guelph, Ontario) ist ein kanadischer Gitarrist und Komponist.

## Leben und Karriere
Adrian Raso begann früh, sich für Musik zu begeistern. Sein musikalisches Talent zeigte sich bereits in jungen Jahren, als er sich durch Auftritte in den Clubs Torontos einen Namen als virtuoser Gitarrist machte. Raso erhielt 2012–2013 ein Ontario Arts Council Grant in Popular Music, das ihm ermöglichte, seine musikalischen Projekte weiterzuentwickeln und internationale Kooperationen zu starten.
Raso hat neun vollständige Instrumentalalben sowie zwei EPs veröffentlicht. Sein Album Black Mamba (2005) verbindet Gypsy-Jazz und mediterrane Einflüsse. Weitere Alben sind Liquor Talkin’ (2012) und Gypsybilly King (2019), die seinen charakteristischen Stil zwischen Rockabilly und Gypsy-Jazz weiter festigten. Ein Höhepunkt seiner Karriere war die Zusammenarbeit mit der rumänischen Fanfare Ciocărlia. Gemeinsam produzierten sie das Album Devil’s Tale, das 2014 veröffentlicht wurde und auf Platz 1 der World Music Charts Europe landete. Das Album blieb drei Monate lang in den Top 1024 und wurde mit dem Preis der deutschen Schallplattenkritik ausgezeichnet.

## Alben
- 2005: Black Mamba
- 2012: Liquor Talkin’
- 2014: Devil's Tale (mit Fanfare Ciocărlia)
- 2019: Gypsybilly King
- 2025: The Devil Rides Again (mit Fanfare Ciocărlia)[4]